# You'd Be Surprised
You'd Be Surprised è un film muto del 1926 diretto da Arthur Rosson.

## Trama
In casa di Mr. White, il procuratore distrettuale, si sta svolgendo una festa quando, improvvisamente, le luci si spengono: un prezioso diamante sparisce e il procuratore viene trovato assassinato. Cominciano le indagini: il coroner scopre, dentro una grande pendola, Ruth Whitman chiusa all'interno con il diamante in mano. La ragazza sostiene di essere stata spinta da qualcuno dentro l'orologio: si decide allora di prendere le impronte a tutti i presenti. In quel momento, viene a mancare di nuovo la luce. Il medico legale viene aggredito e si scopre che l'aggressore è il valletto sordomuto del morto. L'uomo pare confessare il delitto ma, poco dopo, viene rinvenuto morto anche lui. Il coroner allora accusa Ruth ma, alla fine, quasi per caso, si scopre che il vero omicida è il vice procuratore, Mr. Black

## Produzione
Il film fu prodotto dalla Paramount Pictures (con il nome Famous Players-Lasky Corporation)

## Distribuzione
Distribuito dalla Paramount Pictures, il film - presentato da Jesse L. Lasky e Adolph Zukor - uscì nelle sale cinematografiche USA il 4 ottobre, dopo una prima tenuta a New York il 25 settembre 1926.